# Carlos M. Rivero De Olazábal
Carlos María Rivero De Olazábal fue un militar argentino, perteneciente a la Armada, que fue comandante de Operaciones Navales desde el 22 de junio de 1955 hasta el 22 de septiembre de 1955.

## Biografía
Con el grado de teniente de fragata, fue comandante del rastreador ARA Robinson.
Fue jefe del Estado Mayor General Naval (siendo capitán de navío); y agregado naval en Chile.
En 1955, después del fallido golpe del bombardeo de la Plaza de Mayo (16 de junio), era vicealmirante y fue designado en el puesto de comandante de Operaciones Navales por el presidente Juan Domingo Perón (el 22 de junio), relevando al almirante Ramón Brunet.
Cuando estalló el golpe de Estado de septiembre de 1955, integró la Junta Militar constituida por el ministro de Ejército Franklin Lucero para negociar el traspaso del poder con el comando de la Revolución Libertadora. El 22 de septiembre fue relevado por el almirante Domingo Arambarri, quien se hizo cargo del despacho por orden del almirante Isaac Rojas.